# Loboparius dunchensis
Loboparius dunchensis är en skalbaggsart som beskrevs av Zdzisława Stebnicka 1981. Loboparius dunchensis ingår i släktet Loboparius och familjen Aphodiidae. Inga underarter finns listade i Catalogue of Life.